# Carlo Burci
Carlo Burci (Firenze, 5 settembre 1813 – Firenze, 4 febbraio 1875) è stato un chirurgo e senatore italiano.

## Biografia
Laureatosi in medicina e chirurgia presso l'Università di Firenze, dove fu allievo di Ferdinando Zannetti, conseguì la matricola chirurgica a Bologna nel 1836 e poi ottenne l'incarico di ripetitore delle operazioni chirurgiche in Santa Maria Nuova a Firenze.  Qui, nel 1840 fu supplente e poi effettivo alla prima cattedra di anatomia patologica. Entrò nel Collegio medico fiorentino. Insegnò presso la clinica chirurgica dell'Università di Pisa dal 1846 al 1860. Nel 1848 partì per la Lombardia, dove fu capitano del Battaglione universitario toscano nella battaglia di Curtatone e Montanara.
Dal 1849 al 1860 iniziò un periodo di grande attività scientifica occupandosi, fra altri argomenti, anche di medicina sociale, suggerendo provvedimenti per diminuire il numero dei rachitici e degli scrofolosi sottolineando l'importanza degli stabilimenti balneari marini.

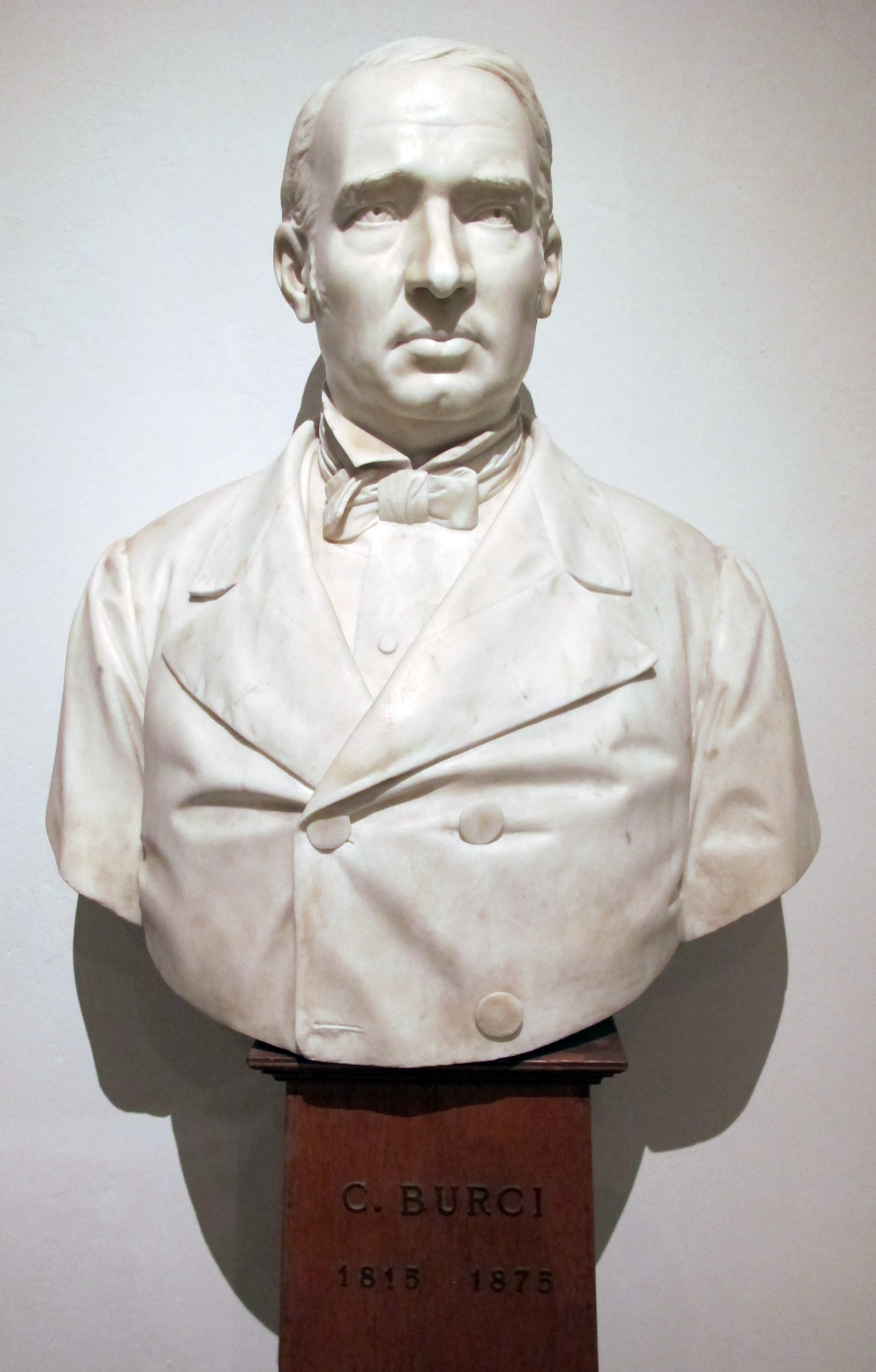
Busto di Carlo Burci

Nel 1860 fu nominato clinico chirurgo alla scuola fiorentina; ma nel 1868, a causa di una ferita alla mano, fu costretto a lasciare l'incarico.
Massone, iniziato il 15 giugno 1861 nella loggia Concordia di Firenze, fu membro della loggia di Livorno Garibaldi del Grande Oriente d'Italia, della quale fu il deputato all'Assemblea generale del 1863 a Firenze. Dette le dimissioni dalla loggia Concordia il 15 ottobre 1865, dopo che l'8 ottobre dello stesso anno fu nominato senatore del Regno d'Italia. Nel 1871 fu eletto presidente del Consiglio superiore di sanità, dedicandosi alla riforma del Codice sanitario.
Morì a Firenze il 4 febbraio 1875 a causa di tubercolosi polmonare e venne sepolto nel cimitero della Ven. Arciconfraternita della Misericordia, il Camposanto dei Pinti.

## Archivio personale
Il fratello Emilio donò la biblioteca e le carte ereditate all'Arcispedale di Santa Maria Nuova. Nel 1937, il materiale è confluito nel fondo antico della Biblioteca biomedica dell'Università degli studi di Firenze. Il fondo archivistico Carlo Burci. costituito da 241 unità archivistiche, contiene, tra gli altri, manoscritti e appunti relativi all'attività di Carlo Burci come chirurgo e docente a Firenze e Pisa, carte relative alla stesura di un nuovo codice sanitario del Regno d'Italia, frammenti della sua traduzione dell'opera di Antonio Benivieni sulle cause e relativi rimedi di alcune malattie, notizie sul colera a Pisa del 1854. Sono state individuate tracce di ordinamento da parte dalla bibliotecaria Emilia Franceschini risalente al 1919.

## Pubblicazioni maggiori
- Burci. Commentario sulla fistola all'ano. - Estratto del dott. L. Gemelli Burci e Gemelli L. Annali universali di medicina, Volume 26, Fascicolo 486 (dic, 1857), p. 617, su emeroteca.braidense.it.
- Burci. Considerazioni patologiche sulla influenza dell'aria atmosferica nelle cavità chiuse Burci Annali universali di medicina, Volume 48, Fascicolo 550 (apr, 1863), p. 95, su emeroteca.braidense.it.
- Burci. Dei casi di aneurisma nei quali può essere raccomandata la ago-elettro-puntura, e dei modi per eseguirla Burci Annali universali di medicina, Volume 4, Fascicolo 418 (apr, 1852), p. 168, su emeroteca.braidense.it.
- Burci. Della cura abortiva della gravidanza estrauterina operata col mezzo dell'ago-elettro-puntura Burci Annali universali di medicina, Volume 16, Fascicolo 454 (apr, 1855), p. 221, su emeroteca.braidense.it.
- Burci. Lezioni sulla cura chirurgica delle ernie addominali sciolte e strangolate e più specialmente della erniotomia Burci Annali universali di medicina e chirurgia, Volume 233, Fascicolo 699 (set, 1875), p. 541, su emeroteca.braidense.it.
- Burci. Osservazioni di anatomia patologica sulla endocarditide, con riflessioni sulla capacità dell'endocardio all'infiammazione Burci Annali universali di medicina, Volume 12, Fascicolo 323 (nov, 1843), p. 429, su emeroteca.braidense.it.